# Велятичи (Минская область)
Веля́тичи — агрогородок в Борисовском районе Минской области Белоруссии. Административный центр Велятичского сельсовета.
Находится в 40 км на восток от города Борисов, в 111 км от Минска. Рельеф равнинно-холмистый, на востоке течет река Нача (приток реки Бобр), которая имеет заболоченные берега. В 2008 году насчитывалось 630 хозяйств, 1388 жителей.

## История

### В древности
В 400 метрах на юге от Велятич, около слияния рек Бобр и Нача, в урочище Перевоз, сохранился курганный могильник (13 насыпей), который свидетельствует о заселении этой местности в древности.

### В составе ВКЛ и Речи Посполитой
Из письменных источников Велятичи известны в ВКЛ с XVI века. В 1562 году упоминается как деревня, которая принадлежала дворянину. В 1641 году в деревне было 35 волок земли, работала водяная мельница; деревня являлась собственностью казны. В 1722 году существовало 45 хозяйств, корчма, водяная мельница, хозяйский дом, центр староства.

### В составе Российской империи
После Второго раздела Речи Посполитой в 1793 году вошло в состав Российской империи. С 1795 года находилось в Борисовском уезде Минской губернии. В 1800 году — село, 60 дворов, 599 жителей, 2 церкви (Преображенская и Покрова Богородицы), водяная мельница, сукновальня, хозяйский двор, в собственности И.Тышкевича. В войну 1812 года солдаты французской армии ограбили поместье. В 1845 году была открыта школа (четырехлетнее народное училище), в которой в 1892 году учились 69 мальчиков и 42 девочки. В 1851 году была построена новая деревянная Спасо-Преображенская церковь. В 1897 году насчитывалось 225 дворов, 1889 жителей, центр Велятичской волости, 2 магазина, питейный дом, 2 церкви. Рядом находилась одноимённая ферма, 4 двора, 19 жителей, водяная мельница. В 1908 году для школы было построено собственное здание.

### После 1917
В 1917 году в селе насчитывалось 344 двора, 2185 жителей, в поместье — 18 жителей. Работала водяная мельница, смолокурня, кузница, шерстечёска. С февраля по 22 ноября 1918 года было оккупировано войсками кайзеровской Германии. С августа 1919 по март 1920 года во время Советско-Польской войны оккупировано польскими войсками. С 1 января 1919 в составе ССРБ, с февраля 1919 в составе Лит-БелССР, с 31 июля 1920 в составе БССР. На базе земской была открыта рабочая школа 1-й ступени, которая в августе 1922 года стала 7-летней школой. В 1923 году школу посещали 152 ученика, она располагалась в трех собственных помещениях. В 1921 году стали действовать изба-читальня и ветеринарный пункт. 3 сентября 1923 года организовано сельскохозяйственное товарищество «Смычка» (18 хозяйств, 83 десятины земли, 35 коров, 20 лошадей). Действовало лесничество. С 20 августа 1924 года — центр сельсовета Борисовского района Борисовского округа, с 9 июня 1927 по 26 июля 1930 Минского округа, с 20 февраля 1938 Минской области. 17 сентября 1924 года начало действовать потребительское товарищество. По переписи населения 1926 года: 395 дворов, 2460 жителей, работала 7-летняя школа, почта, сельскохозяйственное товарищество. В конце 1920-х была проведена телефонная связь. В 1931 году были организованы колхозы «Красный борец» и имени И. В. Сталина, которые в начале 1932 года объединяли соответственно 41 и 20 хозяйств. В селе работала водяная мельница, лесопилка, сукновальня, 2 кузницы. В 1939 году было возведено новое каменное двухэтажное школьное здание.
В Великую Отечественную войну с 3 июля 1941 по 30 июня 1944 было оккупировано немецко-нацистскими войсками. Гитлеровцы расстреляли 30 сельчан, часть жителей вывезли на принудительные работы в Германию, разрушили жилой дом напротив волостного управления. В память о 241 земляке, которые погибли в борьбе с нацизмом, в 1967 году в сквере около школы был установлен обелиск.
С 1947 по 1955 год в селе работал детский дом. В 1980 году было возведено новое трехэтажное школьное здание, рассчитанное на 784 ученика. В 1988 году насчитывалось 716 хозяйств, 1878 жителей.

### В настоящее время
В настоящее время в селе работает ОАО «Птицефабрика Велятичи», действуют средняя и музыкальная школы, больница, детский сад, Дом быта, Дом культуры, библиотека, отделение связи, отделение «Беларусбанка», 3 магазина, торговый центр, аптека, амбулатория, лесничество, действует новая православная Спасо-Преображенская церковь (2000).

## Планировка
Проект планировки села Велятичи разработан в 1986 году Белорусским научно-исследовательским и проектным институтом по строительству на селе. Планировочно-композиционной осью является улица Центральная, трассированная от берега реки в широтном направлении. На юг почти параллельно ей проходит криволинейная улица. К ним на востоке присоединяется почти меридионально прямолинейная улица с переулками. На юге главной улицы обособленно располагаются ещё 2 участка застройки. На востоке, на другом берегу реки Нача, проходит ещё одна вытянутая, плавно выгнутая почти меридиональной ориентации улица. Жилая застройка преимущественно деревянная, усадебного типа. Есть одноквартирные каменные дома. В центре построены двухэтажные 8-квартирные дома. На юге располагается промышленная зона.

## Известные жители
Велятичи — родина белорусского нейрохирурга, заслуженного врача Беларуси Марфы Васильевны Павловец.